# Gunnar Wennerström
Gunnar Wennerström (ur. 27 czerwca 1879 w Mellerud, zm. 2 czerwca 1931 w Sztokholmie) – szwedzki waterpolista, pływak, medalista igrzysk olimpijskich.
Wraz z drużyną zdobył brązowy medal w turnieju piłki wodnej podczas Igrzysk Olimpijskich 1908 w Londynie. Reprezentował sztokholmski klub sportowy Stockholms KK.
Brał także udział w wyścigu pływackim na 1500 metrów stylem dowolnym oraz w sztafecie 4 × 200 m stylem dowolnym na tych samych igrzyskach.